# Rockin' Robin
Singles de Bobby Day
Over & Over
(1958)
Rockin' Robin est une chanson américaine de Bobby Day écrite et composée par Leon René sous le pseudonyme de Jimmie Thomas et sortie en 1958. Elle s'est classée no 2 au Billboard Hot 100 et no 1 aux Hot R&B/Hip-Hop Songs. 
Elle est reprise immédiatement par Cliff Richard en décembre 1958 et par d'autres chanteurs par la suite. Une version de Michael Jackson de 1972 remporte également un franc succès, se classant no 2 au Billboard Hot 100 et aux Hot R&B/Hip-Hop Songs.  

## Versions
Singles de Michael Jackson
Got to Be There
(1971) I Wanna Be Where You Are
(1972)
Enregistrée en anglais (sauf mention contraire) par :
- Bernard Allison (instrumental)
- Bulldog
- Ace Cannon
- Freddy Cannon
- Checkmates Ltd.
- Bobby Day
- Fats Domino (instrumental)
- Ebn Ozn (instrumental)
- Steve Goodman
- The Hollies
- Michael Jackson
- Billy Jonas
- Bob Luman
- Taj Mahal (instrumental)
- McFly
- Tommy McLain
- Mika
- Murmaids
- Nine Below Zero (instrumental)
- Daniel O'Donnell
- The Outsiders
- Earl Palmer (instrumental)
- Cliff Richard
- The Rivieras
- Sha Na Na
- Dee Dee Sharp
- René Simard  (en français "L'hiver est là")
- Showaddywaddy
- Ray Smith
- Streaplers
- Livingston Taylor
- Bobby Vee
- Gene Vincent